# Cryptodus foveatus
Cryptodus foveatus är en skalbaggsart som beskrevs av Lea 1919. Cryptodus foveatus ingår i släktet Cryptodus och familjen Dynastidae. Inga underarter finns listade i Catalogue of Life.